# George Bowdler Buckton
George Bowdler Buckton, född 24 maj 1818 i London, död 25 september 1905 i Haslemere, var en engelsk entomolog som specialiserade sig på bladlöss (Aphidoidea).
Han arbetade som assistent till den tyske kemisten August Wilhelm von Hofmann (1818–1892) vid Royal College of Chemistry i London där han skrev vetenskapliga rapporter om kemi till 1865. Därefter flyttade han till Haslemere och började istället studera insekter i underordningen växtsugare (Homoptera), numera inordnad i ordningen halvvingar (Hemiptera).